# 雅高亞太
雅高亞太股份有限公司（Accor Asia Pacific Ltd）（港交所除牌當時為1117.HK），是在1974年澳洲成立，同時在1988年於澳洲交易所上市，為吸引來香港上市，集團在1994年作為香港第二上市。在1998年，被法國雅高集團收購並進行私有化，已撤回兩地上市。